# Sentiero 4 luglio
Il Sentiero 4 luglio è un itinerario escursionistico tracciato sulle Alpi Orobie orientali, tra le valli e le creste dei monti a sud di Corteno Golgi, in provincia di Brescia. Ha inizio dal rifugio Alpini di Campovecchio e termina a Santicolo dopo circa 35 km e 2350 metri di dislivello positivo.
Lungo questo itinerario si svolge annualmente una maratona di skyrunning, con l'inserimento di tratti aggiuntivi per allungare il percorso fino a 42 km. L'evento è stato inserito in diverse edizioni del campionato italiano skyrunning.

## Storia
Il sentiero ha le sue origini nell'autunno del 1993 da un'iniziativa dei familiari di Davide Salvadori, ragazzo appassionato di montagna originario di Santicolo morto in un incidente stradale a Brescia il 14 ottobre 1992, all'età di 22 anni. Diversi volontari, guidati dallo zio Giacomo Salvadori, idearono e progettarono il tracciato, a cui venne dato il nome della data di nascita di Davide, ovvero il 4 luglio. Nella primavera successiva si realizzò il sentiero consolidando, segnalando e mettendo in sicurezza vecchi tracciati già esistenti. Venne anche posizionato un accogliente bivacco a circa metà sentiero, chiamato con il nome di Davide, che fu inaugurato il 3 luglio 1994.